# William Fichtner
Pour les articles homonymes, voir Fichtner.
William Fichtner, né le 27 novembre 1956 à East Meadow (État de New York), est un acteur américain.
Remarqué pour ses apparitions au grand écran dans Heat (1995), Armageddon (1998), La Chute du faucon noir (2001), Collision (2004) et The Dark Knight : Le Chevalier noir (2008), il est notamment connu pour son rôle d'Alexander Mahone, agent chevronné du FBI, dans la série télévisée Prison Break (saisons 2 à 4).

## Biographie
Après avoir obtenu en 1978 son master en sciences criminelles à l'université de Brockport dans l'État de New York, William Fichtner décide d'étudier la comédie à l'Académie d'art dramatique de New York.

### Carrière
Il commence sa carrière en tant que Josh Snyder dans As the World Turns en 1987. Il a été également crédité du pseudonyme de Bill Fichtner (notamment au générique des voix des deux épisodes du jeu vidéo Grand Theft Auto sur PlayStation 2) mais s'imposa au cinéma sous son patronyme de William Fichtner.
Il participe au cours de sa carrière à de grosses productions hollywoodiennes, telles que Strange Days, Contact, Armageddon, Pearl Harbor, et En pleine tempête. Toutefois, il ne néglige pas les projets artistiquement plus ambitieux, sous la direction de cinéastes-auteurs : Michael Mann (Heat), Steven Soderbergh (À fleur de peau), Ridley Scott (La Chute du faucon noir), Paul Haggis (Collision) ou  Quentin Dupieux (Wrong).
S'il est habitué aux seconds rôles, il doit sa popularité internationale aux séries Invasion (où il interprète le rôle du Shériff Tom Underlay) et Prison Break (série qu'il rejoint en 2006 pour la saison 2 et dans laquelle il interprète l'agent du FBI Alexander Mahone jusqu'à la fin de la saison 4 ainsi que dans le téléfilm The Final Break). En 2007, il est à l'affiche des Rois du patin et tient un petit rôle de directeur de banque dans The Dark Knight : Le Chevalier noir de Christopher Nolan.
En 2011, il est à l'affiche d'Hell Driver de Patrick Lussier, film dans lequel son jeu d'acteur est remarqué, aux côtés de Nicolas Cage et Amber Heard. Il participe la même année au tournage de Crazy Night.
En 2013, il incarne le rôle clé de l'agent international Carl Hickman dans la série Crossing Lines.
En 2014, il est annoncé pour incarner Eric Sachs dans la nouvelle adaptation cinématographique des Tortues Ninja.
Passionné d'automobile, il rejoint l'équipe du show TV Top Gear America (en) dans sa version américaine depuis juillet 2017 en tant que présentateur.
En 2018, il écrit et réalise son premier film, Cold Brook, dans lequel il partage l'affiche avec Kim Coates.

## Filmographie

### Cinéma
- 1991 : Ramona ! de Jonathan Sarno : Sam, le barman
- 1992 : Malcolm X de Spike Lee : le policier à la station Harlem
- 1994 : Quiz Show de Robert Redford : le manager
- 1995 : À fleur de peau (Underneath) : Tommy Dundee
- 1995 : Programmé pour tuer (Virtuosity) : Wallace
- 1995 : Reckless : le père de Rachel
- 1995 : Strange Days : Dwayne Engelman
- 1995 : Heat de Michael Mann : Roger Van Zant
- 1996 : Albino Alligator : Law
- 1997 : Contact de Robert Zemeckis : Kent
- 1997 : La Piste du tueur (Switchback) : le chef Jack McGinnis
- 1998 : Armageddon de Michael Bay : le colonel William Sharp
- 1999 : Mortel Business (The Settlement) : Jerry
- 1999 : Go : Burke
- 2000 : Endsville : le prince Victor
- 2000 : Mais qui a tué Mona ? (Drowning Mona) : Phil Dearly
- 2000 : D'un rêve à l'autre (Passion of Mind) d'Alain Berliner : Aaron Reilly
- 2000 : En pleine tempête (The Perfect Storm) : David « Sully » Sullivan
- 2001 : Pearl Harbor de Michael Bay : le père de Danny
- 2001 : Escrocs (What's the Worst That Could Happen?) : inspecteur Alex Tardio
- 2001 : La Chute du faucon noir (Black Hawk Down) de Ridley Scott : Sfc. Jeff Sanderson
- 2002 : Equilibrium : Jürgen, le chef des rebelles
- 2002 : Julie Walking Home : Henry
- 2004 : Collision (Crash) de Paul Haggis : Flanagan
- 2005 : Nine Lives de Rodrigo Garcia : Andrew
- 2005 : Génération Rx (The Chumscrubber) : M. Bill Stiffle
- 2005 : The Amateurs : Otis
- 2005 : Mi-temps au mitard (The Longest Yard) de Peter Segal : le capitaine Knauer
- 2005 : Mr. et Mrs. Smith de Doug Liman : Dr. Wexler (voix)
- 2006 : Ultraviolet de Kurt Wimmer : Garth
- 2006 : Le Dernier Présage (First Snow) de Mark Fergus : Ed Jacomoi
- 2007 : Les Rois du patin : Darren
- 2008 : The Dark Knight : Le Chevalier noir de Christopher Nolan : le directeur de la banque
- 2010 : Crazy Night de Shawn Levy : Frank Crenshaw, procureur
- 2010 : The Big Bang : Poley
- 2011 : Hell Driver : le comptable
- 2012 : Wrong : M. Chang
- 2013 : Phantom de Todd Robinson : Alex
- 2013 : Lone Ranger : Naissance d'un héros (The Lone Ranger) de Gore Verbinski : Butch Cavendish
- 2013 : Elysium de Neill Blomkamp : John Carlyle, PDG d'Armadyne
- 2014 : Ninja Turtles (Teenage Mutant Ninja Turtles) de Jonathan Liebesman : Eric Sachs
- 2014 : The Homesman de Tommy Lee Jones : Vester Belknap
- 2016 : Independence Day: Resurgence de Roland Emmerich : le général Adams
- 2016 : American Wrestler: The Wizard : coach Plyler
- 2017 : Krystal de William H. Macy : Dr. Lyle Farley
- 2017 : Chaudes nuits d'été de Elijah Bynum : Shep
- 2017 : The Neighbor : Mike
- 2018 : Horse Soldiers (12 Strong)  de Nicolai Fuglsig : colonel Mulholland
- 2018 : Armed de Mario Van Peebles : Richard
- 2018 : Traffik : Carl Waynewright
- 2018 : O.G. : Danvers
- 2018 : Elite Squad : Brennan
- 2018 : Cold Brook : Ted Markham
- 2019 : Finding Steve McQueen : Enzo Rotella
- 2019 : Josie & Jack : Raeburn
- 2023 : Hypnotic de Robert Rodriguez : Lev Dellrayne
- 2024 : French Girl de James A. Woods et Nicolas Wright : Peter Kinsky

### Télévision

#### Téléfilms
- 1995 : A Father for Charlie : le shérif
- 2005 : Empire Falls : Jimmy Minty
- 2009 : Night and Day : Dan Hollister
- 2012 : Code Name : Geronimo (Seal Team 6: The Raid on Osama Bin Laden) de John Stockwell : M. Guidry

#### Séries télévisées
- 1989-1990 : Baywatch : Howard Ganza
- 1987-1993 : As the World Turns : Josh Snyder / Rod Landry
- 2002 : MDs : Dr Bruce Kellerman
- 2005 : Invasion : le shérif Tom Underlay
- 2006-2009 : Prison Break (saisons 2, 3, 4 et The Final Break) : agent du FBI Alexander Mahone
- 2009-2011 : Entourage (saisons 6, 7 et 8) : Phil Yagoda
- 2013-2014 : Crossing Lines (saisons 1 et 2) : Carlton « Carl » Hickman
- 2015 : Empire (saison 2) : Jamieson Hinthrop
- 2016-2021 : Mom (depuis la saison 3) : Adam
- 2017 : Shooter (Saison 1, épisode 6) : O'Brien
- 2023 : Ces liens qui nous unissent (The Company You Keep) : Leo Nicoletti (10 épisodes)

### Jeux vidéo
- 2002 : Grand Theft Auto: Vice City : Ken Rosenberg (voix)(crédité sous le nom de Bill Fichtner)
- 2005 : Grand Theft Auto: San Andreas : Ken « Rosie » Rosenberg (voix)(crédité sous le nom de Bill Fichtner)
- 2011 : Call of Duty: Modern Warfare 3 : Sandman (voix)

## Distinction

### Récompenses
- Awards Circuit Community Awards 2005 : meilleure distribution pour Collision partagé avec Sandra Bullock, Don Cheadle, Matt Dillon, Thandiwe Newton, Ludacris, Larenz Tate, Ryan Phillippe, Terrence Howard, Shaun Toub, Jennifer Esposito, Michael Peña, Brendan Fraser, Nona Gaye et Loretta Devine
- Gold Derby Awards 2005 : meilleure distribution de l'année pour Collision
- Gold Derby Awards 2006 : meilleure distribution pour Collision
- Screen Actors Guild Awards 2006 : Meilleure distribution pour Collision
- Gasparilla International Film Festival 2018 : Prix du Public du meilleur film narratif pour Cold Brook
- Napa Valley Film Festival 2018 : Prix du Jury de la meilleure distribution pour Cold Brook
- Woodstock Film Festival 2018 : Prix Carpe Diem Andretta pour Cold Brook

### Nominations
- Phoenix Film Critics Society Awards 2002 : meilleure distribution pour La Chute du faucon noir partagé avec Eric Bana, Ewen Bremner, Josh Hartnett, Jason Isaacs, Ewan McGregor, Sam Shepard et Tom Sizemore
- Gotham Independent Film Awards 2005 : meilleure distribution pour Nine Lives partagé avec Kathy Baker, Amy Brenneman, Elpidia Carrillo, Glenn Close, Stephen Dillane, Dakota Fanning, LisaGay Hamilton, Holly Hunter, Jason Isaacs, Joe Mantegna, Ian McShane, Molly Parker, Mary Kay Place, Sydney Tamiia Poitier, Aidan Quinn, Miguel Sandoval, Amanda Seyfried, Sissy Spacek et Robin Wright, meilleure distribution pour Collision
- Critics' Choice Television Awards 2021 : Meilleur acteur dans un second rôle dans une série comique pour Mom
- Gasparilla International Film Festival 2018 : Lauréat du Prix du Jury du meilleur film narratif pour Cold Brook

## Voix francophones
En France, Guy Chapellier, est la voix française régulière de William Fichtner.
Au Québec, Jean-Luc Montminy est la voix québécoise régulière de l'acteur.